# Arriba el telón
Arriba el telón fue un álbum recopilatorio del grupo español El Canto del Loco. Consistía en un estuche que incluía la reedición de los 4 álbumes anteriores, más un CD con inéditos y versiones, un DVD y un libro biográfico con fotos y entrevistas del grupo.

## Contenido
Incluía la reedición de los siguientes álbumes:
- El Canto del Loco
- A contracorriente
- Estados de ánimo
- Zapatillas

Además, incluía un CD titulado Inéditos, Versiones Y Algunas Cosas Que Teníamos Por Casa, con 14 temas:
1. Loco
2. Chica de ayer
3. Soledad
4. Y si pudiera tenerte
5. 7 vidas
6. Siempre cerca
7. Sentada en esta vida
8. Puede ser
9. Como dice el aire
10. A los ojos
11. Tu diábolo
12. Entonces
13. Besos G.P.
14. Pot ser

También incluía un DVD inédito con entrevistas, conciertos, directos y un avance del siguiente disco:
1. La primera vez que llenamos las Ventas solitos
2. Directos emblemáticos
3. Cajón desastre
4. Lo que se está cociendo

- Datos: Q5705413